# タイ・プレミアリーグ2011
タイ・プレミアリーグ2011は、1996-97シーズンに創設されてから15シーズン目のタイ・プレミアリーグである。大会名はスポンサー・タイ・プレミアリーグ（タイ語: สปอนเซอร์ ไทย พรีเมียร์ ลีก, 英語: Sponsor Thai Premier League）。

## 概要
2011年シーズンは、昨年のタイ・ディヴィジョン1リーグの上位3チームが昇格した。コーンケンとチェンライ・ユナイテッドは初昇格、シーラーチャーは2シーズンぶりのプレミアリーグ復帰となった。
ブリーラムPEAが3シーズンぶり通算2回目の優勝を果たした。ブリーラムPEAはAFCチャンピオンズリーグ2012のグループリーグ出場権、2位のチョンブリーは予選プレーオフ出場権を獲得した。サイアム・ネイビー、シーラーチャー、コーンケンはディヴィジョン1リーグへ降格する。
ブリーラムPEAのフランク・オハンザが19得点で得点王に輝いた。

## 所属チーム（2011年シーズン）
| チーム                       | 場所                   | ホームスタジアム                                                                   |
| ---------------------------- | ---------------------- | ---------------------------------------------------------------------------------- |
| ムアントン・ユナイテッド     | ノンタブリー県         | ヤマハスタジアム                                                                   |
| ブリーラムPEA                | ブリーラム県           | アイモバイル・スタジアム（前半戦） ニュー・アイモバイル・スタジアム（後半戦）      |
| チョンブリー                 | チョンブリー県         | チョンブリー・スタジアム                                                           |
| タイ・ポート                 | バンコク               | PATスタジアム                                                                      |
| バンコク・グラス             | パトゥムターニー県     | BGスタジアム                                                                       |
| パタヤ・ユナイテッド         | チョンブリー県         | IPEチョンブリー・スタジアム                                                        |
| オーソットサパー・サラブリー | サラブリー県           | サラブリー・スタジアム                                                             |
| サムットソンクラーム         | サムットソンクラーム県 | サムットソンクラーム・スタジアム                                                   |
| BECテロ・サーサナ            | バンコク               | テパサディン・スタジアム                                                           |
| サイアム・ネイビー1          | チョンブリー県         | IPEチョンブリー・スタジアム（前半戦） サッタヒープ・ネイビー・スタジアム（後半戦） |
| ポリス・ユナイテッド         | パトゥムターニー県     | タマサート・スタジアム                                                             |
| TOT2                         | ノンタブリー県         | ヤマハスタジアム（前半戦）                                                         |
| TOT2                         | バンコク               | TOTスタジアム・チェン・ワッタナー（後半戦） タイ・アーミー・スポーツ・スタジアム3  |
| TTMピチット                  | ピチット県             | ピチット・スタジアム                                                               |
| シーサケート                 | シーサケート県         | シー・ナコーン・ラムドゥアン・スタジアム                                           |
| アーミー・ユナイテッド       | バンコク               | タイ・アーミー・スポーツ・スタジアム                                               |
| シーラーチャー               | チョンブリー県         | スズキ・スタジアム                                                                 |
| コーンケン                   | コーンケン県           | コーンケン・スタジアム                                                             |
| チェンライ・ユナイテッド     | チエンラーイ県         | タイコム・スタジアム                                                               |

- 2010年シーズンの成績順。

### チーム名の変更
1 Rajnavy Rayong FCは、クラブの所有権紛争の後、サイアム・ネイビーFCに変更された。

2 TOT-CAT FCは、TOT（タイ電話公社）とCAT（タイ通信公社）によるクラブの所有権紛争 の後、TOT SCに変更された。

### ホームスタジアムの変更
3 前半戦に1試合のみ使用。

## 順位表
| 順位 | チーム                       | 試 | 勝 | 分 | 敗 | 得 | 失 | 差  | 勝点 | 備考                                         |
| ---- | ---------------------------- | -- | -- | -- | -- | -- | -- | --- | ---- | -------------------------------------------- |
| 1    | ブリーラムPEA (C)            | 34 | 26 | 7  | 1  | 64 | 15 | +49 | 85   | AFCチャンピオンズリーグ2012・グループリーグ  |
| 2    | チョンブリー                 | 34 | 20 | 9  | 5  | 60 | 30 | +30 | 69   | AFCチャンピオンズリーグ2012・予選プレーオフ1 |
| 3    | ムアントン・ユナイテッド     | 34 | 17 | 9  | 8  | 54 | 32 | +22 | 60   |                                              |
| 4    | パタヤ・ユナイテッド         | 34 | 14 | 11 | 9  | 38 | 27 | +11 | 53   | PAT 2-1 BKG BKG 0-0 PAT                      |
| 5    | バンコク・グラス             | 34 | 15 | 8  | 11 | 55 | 41 | +14 | 53   | PAT 2-1 BKG BKG 0-0 PAT                      |
| 6    | オーソットサパー・サラブリー | 34 | 12 | 15 | 7  | 47 | 32 | +15 | 51   |                                              |
| 7    | タイ・ポート                 | 34 | 12 | 9  | 13 | 33 | 37 | -4  | 45   | THP 3-2 BEC BEC 0-0 THP                      |
| 8    | BECテロ・サーサナ            | 34 | 13 | 6  | 15 | 39 | 35 | +4  | 45   | THP 3-2 BEC BEC 0-0 THP                      |
| 9    | ポリス・ユナイテッド         | 34 | 11 | 11 | 12 | 36 | 40 | -4  | 44   | POL 2-1 CRU CRU 1-2 POL                      |
| 10   | チェンライ・ユナイテッド     | 34 | 11 | 11 | 12 | 47 | 52 | -5  | 44   | POL 2-1 CRU CRU 1-2 POL                      |
| 11   | TTMピチット                  | 34 | 12 | 7  | 15 | 38 | 54 | -16 | 43   |                                              |
| 12   | シーサケート                 | 34 | 9  | 12 | 13 | 33 | 39 | -6  | 39   | SIS 2-1 ARM ARM 1-1 SIS                      |
| 13   | アーミー・ユナイテッド       | 34 | 10 | 9  | 15 | 39 | 40 | -1  | 39   | SIS 2-1 ARM ARM 1-1 SIS                      |
| 14   | TOT                          | 34 | 11 | 4  | 19 | 29 | 55 | -26 | 37   |                                              |
| 15   | サムットソンクラーム         | 34 | 8  | 12 | 14 | 31 | 45 | -14 | 36   |                                              |
| 16   | サイアム・ネイビー           | 34 | 9  | 6  | 19 | 28 | 52 | -24 | 33   | ディヴィジョン1リーグ降格                    |
| 17   | シーラーチャー               | 34 | 7  | 11 | 16 | 33 | 43 | -10 | 32   | ディヴィジョン1リーグ降格                    |
| 18   | コーンケン                   | 34 | 6  | 9  | 19 | 33 | 68 | -35 | 27   | ディヴィジョン1リーグ降格                    |

1 ブリーラムPEAがタイFAカップ2011で優勝したことによる繰り上げ出場。
- Thailand 2011/12 - RSSSF (Rec.Sport.Soccer Statistics Foundation)

## 得点ランキング
| 順位 | 選手                                                                       | チーム                       | 得点 |
| ---- | -------------------------------------------------------------------------- | ---------------------------- | ---- |
| 1    | フランク・オハンザ                                                         | ブリーラムPEA                | 19   |
| 2    | レアンドロ・ドス・サントス・オリヴェイラ（Leandro Dos Santos Oliveira）    | アーミー・ユナイテッド       | 18   |
| 2    | Wasan Natasan                                                              | チェンライ・ユナイテッド     | 18   |
| 4    | ピポブ・オンモ                                                             | チョンブリー                 | 15   |
| 4    | Ronnachai Rangsiyo                                                         | BECテロ・サーサナ            | 15   |
| 4    | サラーユット・チャイカムディー（Sarayoot Chaikamdee）                      | バンコク・グラス             | 15   |
| 7    | 猿田浩得                                                                   | バンコク・グラス             | 13   |
| 7    | ティーラシン・デーンダー                                                   | ムアントン・ユナイテッド     | 13   |
| 9    | Kim Joo-Yong                                                               | TTMピチット                  | 11   |
| 10   | アロン・ムニス・テイシェイラ・ダ・シウヴァ（Aron Muniz Teixeira Da Silva） | シーラーチャー               | 10   |
| 10   | クレイトン・シウバ                                                         | オーソットサパー・サラブリー | 10   |
| 10   | モハメド・コネ（Mohamed Koné）                                             | TOT                          | 10   |
| 10   | スチャオ・ヌットヌム                                                       | ブリーラムPEA                | 10   |

### ハットトリック
| 選手                                                            | チーム                       | 対戦相手                 | 達成日         |
| --------------------------------------------------------------- | ---------------------------- | ------------------------ | -------------- |
| Yeon Gi-Sung                                                    | TTMピチット                  | チェンライ・ユナイテッド | 2011年2月13日  |
| アピプー・サントーンパナウェイ                                  | オーソットサパー・サラブリー | サイアム・ネイビー       | 2011年4月30日  |
| ネイ・ファビアーノ・デ・オリヴェイラ（Ney Fabiano de Oliveira） | チョンブリー                 | コーンケン               | 2011年5月14日  |
| フランク・オハンザ                                              | ブリーラムPEA                | サムットソンクラーム     | 2011年5月22日  |
| フランク・オハンザ                                              | ブリーラムPEA                | TTMピチット4             | 2011年11月20日 |
| サラーユット・チャイカムディー                                  | バンコク・グラス             | ポリス・ユナイテッド     | 2011年5月29日  |
| ティーラシン・デーンダー                                        | ムアントン・ユナイテッド     | バンコク・グラス         | 2011年8月10日  |
| Ronnachai Rangsiyo                                              | BECテロ・サーサナ            | TTMピチット              | 2011年8月27日  |
| Kritsada Kemdem                                                 | オーソットサパー・サラブリー | TOT                      | 2011年9月24日  |
| Kim Joo-Yong                                                    | TTMピチット                  | TOT                      | 2011年12月17日 |
| Chatree Chimtalay                                               | バンコク・グラス             | コーンケン               | 2011年12月24日 |
| アロン・ダ・シウヴァ                                            | シーラーチャー               | タイ・ポート             | 2011年12月31日 |

4 1試合4得点。

## 表彰
- 得点王 :  フランク・オハンザ （ブリーラムPEA）

## FAカップ
タイFAカップ2011は、2012年1月11日にスパチャラサイ国立競技場で開催され、ブリーラムPEAが決勝でムアントン・ユナイテッドに1-0で勝利した。ブリーラムPEAはタイ・プレミアリーグ優勝でAFCチャンピオンズリーグ2012のグループリーグ出場権を獲得しているため、プレミアリーグ2位のチョンブリーが繰り上がりで同・予選プレーオフ出場権を獲得した。
| 2012年1月11日 19:00 UTC+7 |

| ムアントン・ユナイテッド | 0 – 1 (延長戦) | ブリーラムPEA      |
|                          | 脚注           | アチェンポン 108分 |

| スパチャラサイ国立競技場、バンコク 主審: Prapoj Ditsomsri |

## コー・ロイヤルカップ
コー・ロイヤルカップ2012は、2012年3月11日にスパチャラサイ国立競技場で開催され、プレミアリーグ2位のチョンブリーがプレミアリーグとFAカップの二冠を達成したブリーラム・ユナイテッド（ブリーラムPEAから変更）に2-2（PK 4-3）で勝利した。
| 2012年3月11日 |

| チョンブリー                   | 2 – 2 (PK 4-3) | ブリーラム・ユナイテッド            |
| アドゥール 45+分 · Takam 90+分 |                | テーラトン 31分 · アチェンポン 33分 |

| スパチャラサイ国立競技場、バンコク 主審: Apisit Aonrak |

## タイ・リーグカップ
タイ・リーグカップ2011は、2012年2月4日に開催され、ブリーラムPEAが決勝でタイ・ポートに2-0で勝利した。ブリーラムPEAはトヨタプレミアカップ2011出場権を獲得した。

## トヨタプレミアカップ
トヨタプレミアカップ2011は、2012年2月18日にスパチャラサイ国立競技場で開催され、タイ・リーグカップ優勝のブリーラムPEAがJリーグのベガルタ仙台に1-1（PK 4-2）で勝利した。

## タイ・ディヴィジョン1リーグ
タイ・ディヴィジョン1リーグ2011は、ブリーラムが優勝した。ブリーラム、2位のチャイナート、3位のBBCUは来シーズンのプレミアリーグに昇格する。

## TPLオールスターサッカー
2011年7月24日、タイ・プレミアリーグオールスターサッカーチームは、イングランド・プレミアリーグのチェルシーと対戦した。TPLオールスターは0-4で敗れた。
| 2011年7月24日 |

| TPLオールスター | 0 – 4 | チェルシー                                                              |
|                 | 脚注  | ランパード 38分 · ボシングワ 50分 · イヴァノヴィッチ 52分 · マルダ 73分 |

| ラジャマンガラ・スタジアム、バンコク |